# 曲籽芋属
曲籽芋属（学名：Cyrtosperma）是天南星科下的一个属，为草本植物。该属共有18种，分布于热带地区。